# Habrocestum dubium
Habrocestum dubium är en spindelart som beskrevs av Wesolowska, van Harten 2002. Habrocestum dubium ingår i släktet Habrocestum och familjen hoppspindlar. Inga underarter finns listade i Catalogue of Life.